# Kostel svatého Gabriela (Paříž)
Kostel svatého Gabriela (fr. Église Saint-Gabriel) je katolický farní kostel ve 20. obvodu v Paříži, v ulici Rue des Pyrénées.

## Historie
Kostel svatého Gabriela byl postaven na místě bývalé plynárny zbořené v letech 1932-1933.
Základní kámen položil pařížský arcibiskup a kardinál Jean Verdier 4. září 1934, který také kostel vysvětil 27. října 1935. Pouze plánovaná zvonice nebyla nikdy dokončena, mj. kvůli vypuknutí druhé světové války.
V roce 1938 byla při kostele zřízena samostatná farnost, která se oddělila od kostela Neposkvrněného početí Panny Marie.

## Externí odkazy

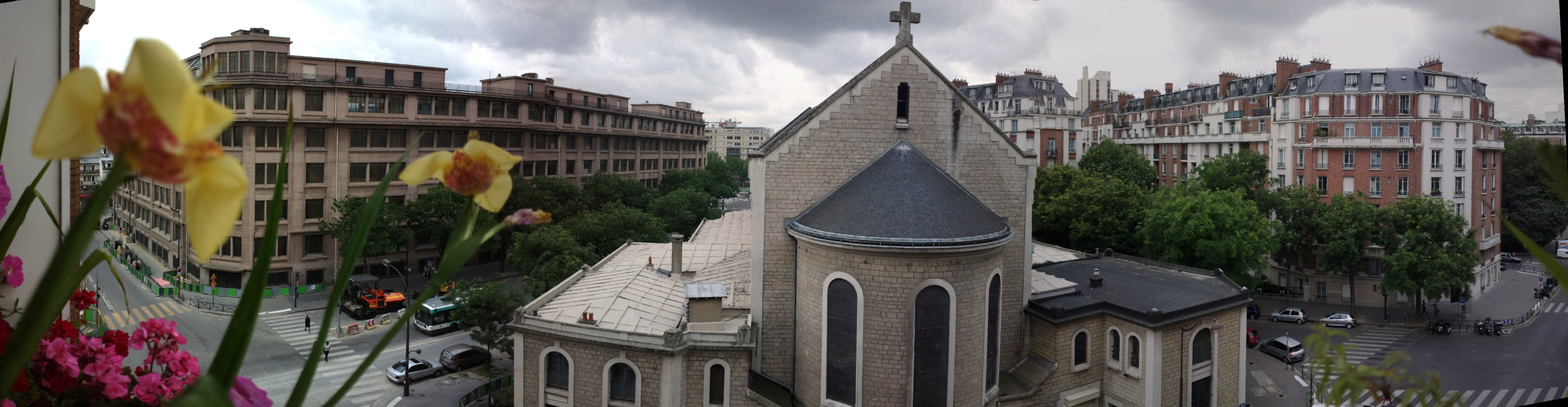